# Nucula hartvigiana
Nucula hartvigiana is een tweekleppigensoort uit de familie van de Nuculidae. De wetenschappelijke naam van de soort is voor het eerst geldig gepubliceerd in 1864 door Pfeiffer Dohrn.